# Plesiozonus hirsutus
Plesiozonus hirsutus is een zee-egel uit de familie Paleopneustidae.
De wetenschappelijke naam van de soort werd in 1903 gepubliceerd door Johannes Cornelis Hendrik de Meijere.